# Thrigmopoeus insignis
Thrigmopoeus insignis är en spindelart som beskrevs av Pocock 1899. Thrigmopoeus insignis ingår i släktet Thrigmopoeus och familjen fågelspindlar. IUCN kategoriserar arten globalt som sårbar. Inga underarter finns listade i Catalogue of Life.